# Glaciar Mackay
O glaciar Mackay (76° 58′ S, 162° 00′ L) é um glaciar de grande dimensão da Terra de Vitória, estendendo-se para este a partir do planalto polar, entre as cordilheiras Convoy e Clare, até à zona sul de baía Granite. Foi descoberta durante a Expedição Nimrod (1907–09), pelo Grupo do Polo Sul Magnético, e a sua designação tem origem em Alistair F. Mackay, um membro do grupo.
A língua do glaciar Mackay (76° 58′ S, 162° 20′ L) é a língua de gelo do glaciar, que se estende pelo baía Granite, Terra de Vitória. Foi cartografada pela primeira vez, durante a Expedição Terra Nova (1910–13).